# جون هارتمان (ملحن)
جون هارتمان (بالألمانية: John Hartmann)‏ هو ملحن ألماني، ولد في 24 أكتوبر 1830، وتوفي في 1897.

## وصلات خارجية
- جون هارتمان على موقع ميوزك برينز (الإنجليزية)
- جون هارتمان على موقع ديسكوغز (الإنجليزية)